# Municipal Building (New York)
Das David N. Dinkins Municipal Building, auch Manhattan Municipal Building, früher Municipal Building, ist ein städtisches (englisch municipal) Verwaltungsgebäude im Stadtbezirk Manhattan in New York City. Es wurde vom Architekten William M. Kendall entworfen und von 1909 bis 1914 errichtet.

## Lage
Der Wolkenkratzer befindet sich in Lower Manhattan an der Centre Street im Stadtviertel Civic Center, dem Regierungsviertel der Stadt. Die Chambers Street bildet eine von Westen zentral auf das Gebäude zulaufende Achse und ist ab dem Municipal Building eine Fußgängerzone als Weg zum östlich gelegenen Polizeihauptquartier 1 Police Plaza.
Nachbargebäude ist nordöstlich das Gerichtsgebäude Thurgood Marshall United States Courthouse. Südwestlich befinden sich der City Hall Park und mit der City Hall das Rathaus von New York City. Südlich verlaufen die Rampen von und zur Brooklyn Bridge.
Im Untergeschoss entstand beim Bau der U-Bahnhof Chambers Street an der BMT Nassau Street Line, es halten die Linien . Es gibt gemeinsame Zugänge mit dem unter der Centre Street liegenden U-Bahnhof Brooklyn Bridge-City Hall an der IRT Lexington Avenue Line, es halten die Linien  und die dort endenden Linien .

## Beschreibung
Als 1898 Greater New York durch Zusammenschluss vormals unabhängiger Stadtteile entstand, wurde ein neuer Verwaltungssitz benötigt. Aus der Chicagoer Weltausstellung 1893 ging die City-Beautiful-Initiative hervor, deren Ziel es war, den jetzt neu entstehenden Verwaltungsgebäuden der großen Städte eine angemessene Ästhetik zu verleihen. Damit sollte das Gebäude eine ästhetische Vorbildfunktion einnehmen, um Einfluss auf die sich entwickelnde Architektur der Großstadt zu nehmen. Im europäischen Jugendstil gab es ähnliche Tendenzen. Dies spielt bei zeitlich nahen Bauwerken eine Rolle, wie dem Equitable Building.
Mit einer offiziellen Höhe von 176,8 m (580 Fuß), mit Statue als Spitze 182,9 m, und 40 Etagen war es bei Fertigstellung das dritthöchste Gebäude der Welt. Das Municipal Building bildet keinen Block. Die beiden äußeren Abschnitte sind jeweils um 45 Grad versetzt, sodass der äußere Teil einen rechten Winkel zum Mitteltrakt bildet.
Die aufwändige Gestaltung der Spitze hatte sich im New Yorker Hochhausbau bereits als Tradition etabliert. Über die Mitte des Baublocks wurde eine Turmgruppe gesetzt, die deutliche Ähnlichkeit an gotische Fialengruppierungen erkennen lässt, aber mit klassischen Formen arbeitet. Die Zone darunter ist mit Elementen der Renaissance dekoriert.
Dieses Schwanken zwischen Neoklassizismus und Neogotik ist charakteristisch für die erste Wolkenkratzer-Generation. Im beginnenden 20. Jahrhundert spielte sich hier in Manhattan bei diesen Hochhäusern eine ähnliche Auseinandersetzung ab wie einhundert Jahre zuvor schon in Europa. Jahrzehnte später wird man sich in New York nicht mehr an die traditionelle europäische Kunstgeschichte halten, hier aber tat man das noch. Dass sich die New York Wolkenkratzer-Architektur tatsächlich teilweise auf die Klassische Antike mit ihrem Säulenschema bezieht, wird am Municipal Building vor allem in einer merkwürdigen Konstruktion deutlich, eine Kolonnadenanordnung auf der Bodenebene, die die beiden hervortretenden äußeren Bauteile des Gebäudes verbindet und dadurch so etwas wie einen Innenhof schafft. In den Kolonnaden befindet sich ein U-Bahn-Zugang, über dem sich ein Flachziegelgewölbe von Rafael Guastavino erstreckt.
Das Municipal Building von 1914 hat einen erheblichen Einfluss auf die Architektur von Moskau gewonnen. Es soll Josef Stalin so beeindruckt haben, dass er es als Vorbild der Moskauer Lomonossow-Universität von 1947 bis 1952 genommen hat.
Die New York City Landmarks Preservation Commission wies das Gebäude am 1. Februar 1966 als Wahrzeichen der Stadt aus. Am 18. Oktober 1972 wurde es in das National Register of Historic Places aufgenommen. Am 15. Oktober 2015 benannten in einer Zeremonie der damalige Bürgermeister Bill de Blasio und die First Lady Chirlane McCray das Manhattan Municipal Building zu Ehren des ersten afroamerikanischen Bürgermeisters David N. Dinkins in „David N. Dinkins Municipal Building“ um.